# Clavatula tripartita
Clavatula tripartita é uma espécie de gastrópode do gênero Clavatula, pertencente a família Clavatulidae.